# Rundfunkjahr 2012

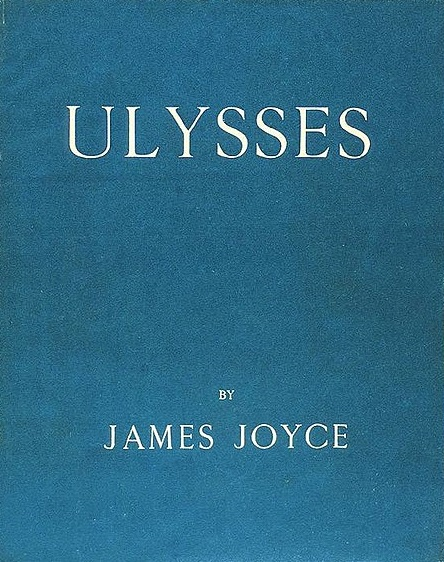
2012: 90 Jahre nach Erscheinen des Romans senden SWR und DLF eine 22-stündige Hörspielfassung des Ulysses.

Liste der Rundfunkjahre

◄◄ | ◄ | 2008 | 2009 | 2010 | 2011 | Rundfunkjahr 2012 | 2013 | 2014 | 2015 | 2016 | ► | ►►

Weitere Ereignisse

## Allgemein
- 18. Januar – Aus dem 18. Bericht der Kommission zur Ermittlung des Finanzbedarfs der Rundfunkanstalten geht hervor, dass ARD und ZDF ab 2013 keine Einspeisegebühren mehr an die Betreiber der Breitbandkabelnetze zahlen wollen. Diese Ausgaben beliefen sich bisher bei der ARD auf 45 Millionen Euro, beim ZDF auf zehn Millionen Euro und bei Arte auf 3,5 Millionen Euro jährlich. Sie fehlen in den Ansätzen für das Jahr 2013.[1][2] Am 26. Juni wurde bekannt, dass ARD und ZDF die Verträge mit den Kabelgesellschaften gekündigt haben. Diese haben daraufhin in den Raum gestellt, die Kosten für die Verbraucher zu erhöhen; dem sind aber durch die Verfügbarkeit von DVB-T, Satellit und Internet enge Grenzen gezogen. Die privaten Rundfunkanbieter warten derweil ab, wie der Konflikt ausgehen wird, um ihrerseits über die weitere Zahlung der Entgelte zu entscheiden.[3]
- 19. Januar – Niko Pelinka verzichtet nach wochenlangen Protesten auf den Posten des Büroleiters von ORF-Generaldirektor Alexander Wrabetz, nachdem sich auch die ORF-Redakteure intensiv gegen seine Berufung gewandt hatten.[4]
- 25. Januar – Der Aufsichtsrat von ERF Medien beschließt, mit Wirkung vom 1. Juni 2012 seinen Vorstand von vier auf zwei Mitglieder zu verkleinern. Ihm sollen nur noch Jürgen Werth als Vorstandsvorsitzender und Ulrich Rüsch als Geschäftsführer angehören. Grund sind ein Generationenwechsel im Vorstand infolgedessen das Gremium auf eine angemessene Größe zurückgeführt werden soll. Udo Vach und Hartmut Diehl scheiden deshalb aus dem Vorstand aus, Diehl auf eigenen Wunsch sogar schon zum Ende Februar 2012.[5]

Neues DW-Logo

- 6. Februar – Die Deutsche Welle renoviert ihr Logo sowie ihren Internet-Auftritt und erweitert ihr Fernsehprogramm. Der Sender nennt sich seitdem vorwiegend „DW“ und kann nun verstärkt auf Programme zurückgreifen, für die ARD und ZDF die Weltrechte innehaben. Vor allem selbst produzierte Talkshows wie Günther Jauch, Maybrit Illner und Menschen bei Maischberger sollen das Nachrichtenprogramm ergänzen, das nur noch zu 40 % von der DW selbst gemacht wird. Das bisher abwechselnd im Stundentakt deutsch und englisch produzierte Programm wird für Nordamerika, Afrika, Asien und Australien nun rund um die Uhr auf Englisch angeboten. Weitere Sendesprachen gibt es in einem zweiten Kanal, darunter auf Deutsch. Das spanischsprachige Programm für Lateinamerika wird von einer auf 20 Stunden täglich ausgedehnt. Online-Inhalte sind nun auch über eine App nutzbar. Nur nach Subsahara-Afrika wird noch ein Radioprogramm auf Kurzwelle gesendet.[6]
- 7. Februar – Der österreichische Medienmanager Gerhard Zeiler verlässt mit 18. April den Chefposten bei der RTL Group und wechselt zum US-amerikanischen Medienkonzern Time Warner, wo er für das Europageschäft des Nachrichtenspartensenders CNN zuständig sein wird.
- 14. Februar – Das französische Auslandsradio Radio France Internationale und das Auslandsfernsehen France 24 werden unter dem Dach von  Audiovisuel Extérieur de la France (AEF) fusioniert.[7] Die umfangreichen Proteste der Beschäftigten und der Hörer waren erfolglos.[8]

Logo von RTS

- 29. Februar – Der Hörfunk der französischsprachigen Schweiz Radio Suisse Romande (RSR) wird mit dem dortigen Fernsehen Télévision Suisse Romande (TSR) zur Radio Télévision Suisse (RTS) zusammengeschlossen. Die Radiosender bekamen dabei im Gegensatz zu den Fernsehsendern keine neuen Namen, sondern lediglich neue Logos. Die beiden Fernsehkanäle wurden von TSR 1 bzw. 2 zu RTS Un bzw. RTS Deux umbenannt.[9]
- 4. Juli – Der BBC Trust gibt bekannt, dass der bisherige Leiter des BBC-Fernsehens, George Entwistle, nach den Olympischen Spielen 2012 Nachfolger des bisherigen Generaldirektors Mark Thompson wird. Er wird mit 450.000 Pfund Jahresgehalt (umgerechnet rund 565.000 €) wesentlich niedriger vergütet als sein Vorgänger.[10] Thompson hatte am 19. März bekanntgegeben, nach acht Jahren an der Spitze des Senders zurücktreten zu wollen.[11][12] Entwistle trat sein Amt am 17. September 2012 an.[13]
- 28. September – Der SWR-Rundfunkrat beschließt die Fusion des Radio-Sinfonieorchesters Stuttgart mit dem SWR Sinfonieorchester Baden-Baden und Freiburg. Laut einer Pressemitteilung des Senders soll bis 2016 ein Hauptprobenstandort festgelegt und die Fusion sozialverträglich vollzogen werden.[14]
- Oktober – Das US-Nachrichtenmagazin Newsweek gibt bekannt, seine Printausgabe ab Januar 2013 nach 80 Jahren einzustellen und künftig nur noch in digitaler Form zu erscheinen. Als Grund für diesen drastischen Schritt werden kontinuierlich sinkende Werbeeinnahmen angegeben.[15]
- 10. November – George Entwistle tritt nach nur zwei Monaten im Amt als Generaldirektor der BBC zurück. Auslöser waren zwei Kindesmissbrauch-Skandale.[16]
- 16. Dezember – Die Radio- und Fernsehprogramme des Schweizer Radio und Fernsehen für die deutschsprachige Schweiz werden umbenannt. Aus DRS und SF wird SRF.

## Hörfunk

Historisches Logo des DLF

- 1. Januar – Der Deutschlandfunk besteht seit dem 1. Januar 1962 auf den Tag genau 50 Jahre.[17] Für das Jahr 2012 ist eine Programmreform vorgesehen, mit der Deutschlandfunk und Deutschlandradio Kultur „komplementär zueinander entwickelt“ werden sollen.[18]
- 1. Januar – Der Saarländische Rundfunk beginnt mit einer Programmreform, um Sparmaßnahmen im Programm des SR 2 Kulturradio umzusetzen. Radio-Features gibt es nur noch an Feiertagen, und es werden pro Jahr zwei Hörspiele weniger produziert als zuvor. Außerdem wird der Hörspieltermin vom Donnerstag auf den Sonntagnachmittag verlegt. Um Leitungskosten zu sparen, gibt es weniger Liveübertragungen.[19][20]
- 2. Januar – Der Evangeliums-Rundfunk ersetzt in seinem Programm ERF Plus die Sendung Durch die Bibel von Pastor Hugo Danker durch die neu produzierte Reihe „Neues Leben. Die Hörbibel“. „Durch die Bibel“ war von 1996 bis 2011 zu hören. In der Zeit haben sich nach Angaben des ERF rund 100.000 Hörer aufgrund der Reihe beim Sender gemeldet. Monatlich gingen etwa 250 Reaktionen ein.[21] Im Februar 2012 kündigte der ERF an, man wolle aufgrund von Hörerwünschen neue Folgen der Sendereihe produzieren und diese unter dem Titel „Das Wort“ „bis spätestens Frühjahr 2013“ wieder ins Programm nehmen.[22]
- 2. Januar – Um Einsparungen von bis zu 25 Prozent bis 2020 im Vergleich zum Haushalt des Jahres 2010 zu erzielen, werden die Redaktionen der SWR2-Sendungen „Leben“ und „Dschungel“ zusammengelegt. Die neue Redaktion bestreitet seitdem zwei Sendungen täglich.[23][24]
- 5. Januar – Der BBC Trust bewilligt erstmals die Einführung von Werbung beim britischen Auslandsdienst BBC World Service. Betroffen sind die Websites in Arabisch, Russisch und Spanisch sowie das über die UKW-Frequenz in Berlin ausgestrahlte Programm. Das Budget des aus Steuermitteln finanzierten Auslandssenders war im Jahr 2011 um 46 Millionen britische Pfund pro Jahr gekürzt worden. Daraufhin mussten über 600 Stellen gestrichen werden. Die britische Regierung hatte den Sender aufgefordert, bis 2013/14 Einnahmen in Höhe von 3 Millionen Pfund jährlich „aus kommerziellen Aktivitäten“ zu erzielen.[25]

Logo von SWRinfo

- 9. Januar – Der Südwestrundfunk stellt seine Sendungen auf Mittelwelle vollständig ein.[26] Gleichzeitig tritt das Programm SWRinfo an die Stelle von SWR cont.ra. Das neue Programm wird – außer in Stuttgart, wo es weiterhin eine UKW-Frequenz geben wird – nur noch digital verbreitet (DAB+, DVB-S, ADR, Livestream im Internet).[27] Am 7. Februar 2012 wurde der 137 Meter hohe Mast des Bodenseesenders abgerissen. Der 240 Meter hohe Hauptsendemast wird noch für eine gewisse Zeit stehen bleiben. Daran ist ein Windmesser montiert, der vorerst Daten für eine mögliche Windkraftnutzung liefern soll.[28]
- 9. Januar – Die Verbreitung von BR Verkehr über DVB-S und DVB-C wird abgeschaltet, sodass der Sender nur noch via DAB+ zu empfangen ist.[29]
- 13. Januar – Im Januar 2012 wurde bekannt, dass der bulgarische Auslandsdienst Radio Bulgarien zum Ende des Monats seine Programme auf Kurzwelle zugunsten einer Verbreitung über das Internet einstellen werde.[30] Die Reform werde keine Einschränkungen des Programms zur Folge haben. Die Ausstrahlung auf Mittelwelle in Osteuropa bleibe erhalten. Ziel sei nicht nur die Einsparung von Kosten, sondern auch der „Wunsch, den modernen Tendenzen in der Branche zu entsprechen“.[31]
- 22. Januar – Nachdem schon im Spätsommer 2011 der niederländische Rundfunk wegen eines Brandschadens in einer UKW-Sendeanlage hilfsweise zur Ausstrahlung seines ersten Hörfunkprogramms auf einen Mittelwellensender in Großbritannien ausweichen musste,[32] setzt nun der öffentlich-rechtliche Rundfunk der Färöer-Inseln Útvarp Føroya die Mittelwelle auf 531 kHz als Ersatzversorgung ein, weil mehrere UKW-Sender durch Stürme stark beschädigt worden waren. Der Sender wird mit 100 kW betrieben und kann in weiten Teilen Europas gehört werden, nachdem die Sendeanlage Beromünster in der Schweiz sowie eine weitere Mitbelegung aus Sachsen-Anhalt auf dieser Frequenz bereits 2008 abgeschaltet worden waren.[33]
- 25./26. Januar – Der Vorsitzende des BBC Trust, Lord Patten, hat angeordnet, dass die BBC die geplanten Sparmaßnahmen bei ihren englischen Lokalsendern BBC Local Radio überarbeiten muss. Es sollen 15 Mio. Pfund eingespart und 280 Arbeitsplätze abgebaut werden. Insgesamt soll der Haushalt der BBC innerhalb von fünf Jahren um ein Viertel gesenkt werden.[34] Währenddessen hat die BBC ihre exklusiven Übertragungsrechte für die Cricket-Sendung Test Match Special um sechs Jahre bis 2019 verlängert.[35]
- 1. Februar – Seit Anfang Februar 2012 sind die Sendungen von Radio Belarus über Mittelwelle und Kurzwelle stark eingeschränkt worden. Die meisten ehemaligen Frequenzen sind außer Betrieb. Gleichzeitig wurde das Drahtfunknetz teilweise stillgelegt.[36]
- 13. Februar – Zum ersten Mal findet der Weltradiotag statt, ein Gedenktag, der am 3. November 2011 auf Vorschlag Spaniens von der UNESCO beschlossen worden war. Der Tag wurde gewählt, weil an diesem Tag im Jahr 1946 das United Nations Radio gegründet worden war.
- 17. Februar – Der Verwaltungsrat des Deutschlandradios beschließt auf Vorschlag des Intendanten Willi Steul, dass Birgit Wentzien ab dem 1. April 2012 Chefredakteurin des Deutschlandfunks wird. Ihr Vorgänger Stephan Detjen wechselt zu diesem Zeitpunkt als Chefkorrespondent ins Hauptstadtstudio des Deutschlandradios. Zudem wird Hans Dieter Heimendahl Leiter der Hauptabteilung Kultur von Deutschlandradio Kultur.[37]
- März – Unter dem Titel Der parteiliche Journalist erscheint im Metropol Verlag die von dem Medienhistoriker Patrick Conley verfasste Geschichte des Radio-Features im Rundfunk der DDR.[38]
- 23. März – Der polnische Rundfunk Polskie Radio gibt das Ende seiner Auslandssendungen auf Kurzwelle bekannt. Die Dienste werden fortgeführt, sind aber seitdem nur noch über das World Radio Network online und über Satellit sowie über eine App für iPhone und Android zu hören. Außerdem gibt es die Sendungen als Podcast.[39][40]
- 4. April – Die zeitgeschichtliche Sendereihe ZeitZeichen, die täglich in WDR 3, WDR 5, NDR Info und SR 2 Kulturradio läuft, wird seit 40 Jahren ausgestrahlt. Insgesamt wurden über 14.600 Ausgaben produziert. Die erste Sendung war 1972 zu hören. Jede Folge erreicht heute etwa 300.000 Hörer, der Podcast wird im Monat von mehr als 500.000 Hörern heruntergeladen. Am 1. und am 4. April 2012 gab es mehrere Sondersendungen.[41]
- 4. April – Radio Canada International gibt bekannt, dass das Budget des Senders massiv gekürzt wurde, so dass zwei Drittel aller Angestellten ihren Arbeitsplatz verlieren werden. Die Dienste in russischer und in portugiesischer Sprache werden ebenso eingestellt wie die Nachrichten auf Englisch und auf Französisch. Auch die Sendungen auf Kurzwelle werden eingestellt. Der Sender wird ausschließlich im Internet weiter betrieben in den Sprachen Englisch, Französisch, Arabisch, Spanisch und Chinesisch.[42]
- 5. April – Um gegen die von der Unternehmensführung geplanten Zusammenlegung aller Wiener ORF-Standorte in das geplante Medienzentrum Sankt Marx zu protestieren, und um das traditionsreiche Funkhaus in der Argentinierstrasse zu retten, gründen Ö1-Mitarbeiter die Initiative Rettet das Funkhaus.[43]
- 3. Mai – Die Spiele der Fußball-Europameisterschaft 2012 werden nicht nur von der ARD, sondern auch von zehn privaten Hörfunkprogrammen übertragen, die mit eigenen Reportern vor Ort sind (Radio Hamburg, Hit-Radio Antenne, Antenne Bayern, Radio Regenbogen, Hit Radio FFH, Radio NRW, Antenne Thüringen, Hitradio RTL Sachsen, Radio Brocken sowie 104.6 RTL und 105’5 Spreeradio in Berlin).[44]

Logo von Radio Nederland Wereldomroep

- 11. Mai – Nach 65 Jahren stellt der niederländische Auslandsdienst Radio Nederland Wereldomroep seine Sendungen in niederländischer Sprache ein. Zum Sendeschluss wurde eine 24-stündige Abschiedssendung in Niederländisch produziert, die auch über den Mittelwellensender Oxfordness in Großbritannien auf der Frequenz 1296 kHz ausgestrahlt wurde. Gleichzeitig enden die Sendungen auf Kurzwelle.[45][46] Am 11. Juni 2012 wurde bekanntgegeben, dass der englische Dienst zum Ende Juni 2012 eingestellt werde. Der Livestream im Internet endet am 29. Juni 2012. An diesem Tag gibt es eine Abschiedssendung der englischen Redaktion. Die Website werde weiter aktualisiert, eine aktuelle Berichterstattung über die Niederlande werde aber auch hier nicht mehr angeboten.[47]
- 29. Mai – Nach dem Ausfall des Vorverstärkers Ende April 2012 bestätigt der Deutschlandfunk, dass der Kurzwellensender Berlin-Britz wegen der hohen Reparaturkosten nicht mehr in Betrieb genommen wird. Die Hörer werden auf die Ausstrahlung über DAB+ und über das Internet verwiesen.[48]
- 30. Mai – Die am 2. März nach umfangreichen Protesten der Hörer gegen eine Reduzierung von anspruchsvolleren Sendungen verschobene und in der Folge nachgebesserte Programmreform von WDR 3 wird vom Rundfunkrat gebilligt. Die Aktion „die-radioretter.de – Initiative für Kultur im Rundfunk“ hatte innerhalb kurzer Zeit fast 19.000 Unterschriften online gesammelt.[49][50] Das Programm werde einerseits um ein aktuelles Kulturmagazin am Sonntag erweitert. Auch der Internetauftritt werde ausgebaut. Andererseits würden „einige wenige Sendungen aufgegeben beziehungsweise gekürzt“. Erhalten blieben die täglichen Kultur-Kommentare und ein wöchentlicher Radio-Essay sowie das Journal am Abend zu den wichtigsten aktuellen Ereignissen des Tages. Eine „permanente ‚Zukunftswerkstatt‘“ soll dauerhaft Raum für Experimente im Programm bieten.[51] An Feiertagen werde ein einstündiges Musikfeature gesendet. Dafür seien zehn Sendeplätze pro Jahr vorgesehen.[52]
- 12. Juni – Der Vatikan gibt bekannt, dass die Sendungen von Radio Vatikan auf Mittel- und Kurzwelle für Europa und Amerika aus dem Sendezentrum Santa Maria di Galeria zum 1. Juli 2012 eingestellt werden. Diese Regionen würden in Zukunft über das Internet, über DAB und DAB+, über Satellit und über Partnerstationen versorgt, die die Sendungen von Radio Vatikan übernehmen. Der Dienst auf Kurzwelle für die ärmeren Teile der Welt, die nur auf diesem Wege erreicht werden können, bleibe bestehen.[53]
- 16. Juni – Zur Feier des Bloomsday findet auf SWR2 und Deutschlandfunk die Ursendung von Klaus Buhlerts Hörspielinszenierung von James Joyces Ulysses statt. Es wird zwischen den Jahren im DLF wiederholt.
- 16. Juni – Mit einer verlängerten, zweistündigen Livesendung aus der Tschauner-Bühne in Wien-Ottakring ist auf Radio Wien die 200. und vorerst letzte Ausgabe der Radioshow Trost und Rat mit Willi Resetarits zu hören.
- 12. Juli – Die Redaktionen des BBC World Service verlassen nach und nach Bush House und ziehen um in das Broadcasting House. Die erste Sendung des World Service aus dem neuen Funkhaus wurde am 11. März 2012 produziert. Es war ein Programm des burmesischen Dienstes mit Hörerbeteiligung, an der die Friedensnobelpreisträgerin Aung San Suu Kyi als Gast teilnahm.[54] Die letzte Nachrichtensendung aus Bush House wurde am 12. Juli 2012 um 12 Uhr Ortszeit (11 Uhr GMT) gesendet. Der Nachrichtensprecher war Iain Purdon.[55]
- 1. August – Mit Hitradio Namibia startet der erste deutschsprachige Hörfunksender Namibias. Feste Bestandteile des Programms sind die Sendungen „Hitradio am Morgen“, „Hitradio am Mittag“, „Hitradio am Abend“ sowie „Hitradio am Wochenende“.
- 1. November – Weil der Sender Orfordness auf der Mittelwellenfrequenz 648 kHz seit 2011 nicht mehr für Auslandssendungen des BBC World Service genutzt wurde, ist die Frequenz der BBC im November 2012 von der britischen Medienaufsichtsbehörde Ofcom entzogen worden. Obwohl sie sich dafür nicht eignet, soll die Frequenz nun für Nachbarschaftsradio (community radio) eingesetzt werden. Die Frequenz 648 kHz wurde seit der Inbetriebnahme vom BBC World Service verwendet. Ab 1987 wurde ein eigenes Programm „BBC 648“ betrieben, in dem der Auslandsdienst auf Englisch, Deutsch und Französisch europaweit zu hören war. Seit 1990 hieß das Programm „BBC for Europe“.[56]
- 6. November – In Russland wird bekannt, dass der Sender Radio Majak seine Sendungen auf Lang- und Mittelwelle zum Ende des Jahres einstellt. Die Ausstrahlung auf der Kurzwelle hatte bereits 1999 geendet.[57]

## Fernsehen
- 4. Januar – Bundespräsident Christian Wulff gibt ARD und ZDF ein Interview, in dem er sich im Gespräch mit Ulrich Deppendorf und Bettina Schausten zu der ihn betreffenden politischen Affäre äußert. Das Interview wurde am späten Nachmittag aufgezeichnet und zeitversetzt ungeschnitten[58] ab 20.15 Uhr gesendet.[59] Audiomitschnitte und Abschriften wurden schon vor Ablauf der Sperrfrist im Internet verteilt.[60] 11,5 Millionen Zuschauer sahen die Fernsehsendung.[61]
- 7. Januar – Der deutsch-französische Fernsehsender ARTE führt ein neues Programmschema ein und verbreitet sein Programm auch per Livestream im Internet. Es kann im Webbrowser sowie mit einer kostenlosen App auf dem iPhone und auf dem iPad dargestellt werden.[62]
- 15. Januar – Bei der Verleihung der 69. Golden Globes werden Homeland als beste Dramaserie, Kelsey Grammer für seine Darstellung des Mayor Tom Kane in Boss und Claire Danes als beste Seriendarstellerin für ihre Leistung der Darstellung der CIA-Agentin Carrie Mathison in Homeland ausgezeichnet.
- 19. Januar – Media Control zufolge haben die Deutschen im Jahr 2011 durchschnittlich 225 Minuten täglich ferngesehen, so lange wie nie zuvor. Der stärkste Zuwachs wurde bei den 50- bis 64-Jährigen festgestellt, sie sehen durchschnittlich 280 Minuten am Tag fern.[63]
- 23. Januar – Premiere der Talksendung Gottschalk Live mit Thomas Gottschalk, die von der ARD unmittelbar vor der Tagesschau gesendet wird. Am 14. April gibt die ARD bekannt, dass die Sendung schon zum 7. Juni 2012 wieder eingestellt werde. Grund ist die enttäuschende Einschaltquote.[64]
- 9. Februar – Das chinesische Auslandsfernsehen China Central Television startet einen neuen Kanal CCTV America, der aus Washington, D.C. sendet und der es mit anderen internationalen Nachrichtenkanälen aufnehmen soll.[65] Auch das chinesische Programm für Afrika CCTV Africa soll ausgebaut werden.[66]
- 14. Februar – Der KiKA erhält ein neues Logo und neue Idents.
- 16. Februar – Das dritte österreichische Community Fernsehen FS1 geht in Salzburg in Betrieb.
- 29. Februar – Die SRG SSR stellt die Sender SF 1, SF zwei, RSI LA 1, RSI LA 2, RTS un, RTS deux auf HDTV (720p) um.
- 8. März – Bei Televisão de Moçambique, dem staatlichen Fernsehen von Mosambik, wird 31 Jahre nach der Aufnahme regelmäßiger Sendungen ein zweites Fernsehprogramm TVM-2 eingerichtet.[67]
- 11. März – Markus Lanz wird Nachfolger von Thomas Gottschalk als Moderator der ZDF-Fernsehsendung Wetten, dass..?[68]
- 15. März – Der ehemalige Programmdirektor und Moderator Thomas Bellut tritt die Nachfolger von Markus Schächter als Intendant des ZDF an. Der als gemäßigt konservativ eingeschätzte Bellut[69] kündigt an, das ZDF-Programm auf eine jüngere Zielgruppe zuzuschneiden und dabei erhebliche Einsparungen vorzunehmen. Hundert Mitarbeiter sollen entlassen werden.[70]
- 1. April – Der auf ältere Serien wie Drei Engel für Charlie, Action (24) und Sitcoms spezialisierte Unterhaltungssender RTL Nitro nimmt seinen Betrieb auf.
- 30. April – Die analoge Ausstrahlung der deutschen Fernsehkanäle über Satellit endet. In der Nacht vom 29. auf den 30. April werden zwölf zusätzliche öffentlich-rechtliche Kanäle in HD aufgeschaltet. In Kabelnetzen wird Fernsehen weiterhin auch analog eingespeist. Für Empfänger von Fernsehen über DVB-T ändert sich nichts.[71]
- 13. Mai – Im ZDF ist die letzte Folge der Talkshow Das Philosophische Quartett mit Peter Sloterdijk und Rüdiger Safranski zu sehen. Die Sendung war seit 2002 im Programm.
- 6. Juni – In der ARD ist die 70. und letzte Ausgabe von Gottschalk Live zu sehen. Die Einstellung der vor der Tagesschau platzierten Talksendung erfolgt aufgrund mangelnder Einschaltquoten, die unter den hohen Erwartungen der ARD blieben.
- 3. Juli – Der österreichische Privatsender Austria 9 beendet sein Programm und wird durch Sixx Austria ersetzt. Die Einführung des Sender wird von einer umstrittenen Werbekampagne begleitet.[72]
- 27. Juli – Das ZDF gibt bekannt, dass die Krimiserie Ein Fall für zwei zum Frühjahr 2013 nach 300 Folgen eingestellt werde, weil die beiden Hauptdarsteller Claus Theo Gärtner und Paul Frielinghaus ihre Rollen nicht mehr verkörpern möchten.[73]
- 3. Oktober – Der britische TV-Sender ITV strahlt in seiner Dokumentarfilmreihe Exposure den Beitrag The Other Side of Jimmy Savile aus. Dadurch wird der Missbrauchskandal um den verstorbenen Top of the Pops-Präsentator Jimmy Savile bekannt, der in der Folge zu Rücktritten in der BBC führt. Savile soll sich im Laufe von Jahrzehnten an hunderten Kindern und Jugendlichen vergangen haben.
- 26. Oktober – Der amerikanische Satellitenbetreiber Intelsat hat die Sender des iranischen Staatsfernsehens abgeschaltet.[74] Ob die Abschaltung auf Anweisung der US-Regierung erfolgt sei, wurde weder bestätigt noch dementiert.
- 24./25. November – Auf ProSieben und Sat.1 beginnt die zweite Staffel von The Voice of Germany.
- 15. Dezember – Das ZDFwochen-journal wird nach 5 Jahren vorerst genau vor Weihnachten aus urheberrechtlichen Gründen eingestellt.

## Gestorben

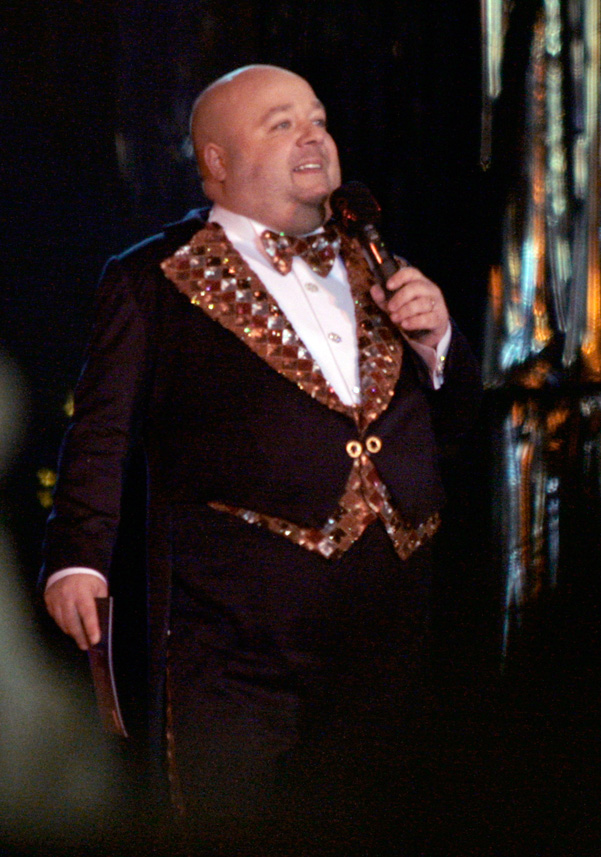
2012: Dirk Bach stirbt 51-jährig

- 9. Januar – Towje Kleiner, deutscher Filmschauspieler (Der ganz normale Wahnsinn, 1979), stirbt 63-jährig in München.
- 12. Januar – Ernst Wolfram Marboe, Programmintendant des ORF sowie Theater- und Fernsehregisseur, stirbt 73-jährig.
- 22. Januar – Gerhard Schröder, deutscher Rundfunkintendant (NDR, Radio Bremen), stirbt 90-jährig in Hamburg.
- 1. Februar – Friedmar Lüke, ehemaliger Hörfunkdirektor des Süddeutschen Rundfunks, stirbt im Alter von 79 Jahren in Kirchheim unter Teck[75]
- 12. April – Hans-Georg Soldat, ehemaliger Literaturredakteur des RIAS, stirbt im Alter von 76 Jahren.[76]
- 17. April – Dieter Dorner, österreichischer Hörfunkmoderator und früherer Ö3-Chef, stirbt 68-jährig in der Mönchsrepublik Athos, Griechenland.
- 14. Mai – Ernst Hinterberger, österreichischer Schriftsteller und Fernsehautor (Ein echter Wiener geht nicht unter 1975–1979, Kaisermühlen Blues 1992–1999, Trautmann 2000–2008), stirbt 80-jährig in Wien.
- 16. Mai – Kurt Felix, Schweizer Fernsehmoderator, stirbt 71-jährig in St. Gallen.
- 18. Mai – Hans-Dieter Lange, Chefsprecher der Aktuellen Kamera, stirbt im Alter von 85 Jahren in Berlin.
- 20. Mai – Eugene Polley, US-amerikanischer Ingenieur und Erfinder, stirbt 96-jährig in Downers Grove, Illinois. Polley erfand im Jahr 1955 für Zenith die kabellose Fernbedienung für TV-Geräte, die als Flash-Matic auf den Markt kam.
- 8. Juni – Trude Fukar, österreichische Schauspielerin und Werbedarstellerin, stirbt 91-jährig. Fukar wurde in Österreich durch die langjährige Darstellung der Rolle der Oma Putz der Werbefamile Putz bekannt.
- 1. Juli – Margot Werner, österreichische Balletttänzerin, Chansoninterpretin (So ein Mann) und Fernsehstar (Von Margot bis Montag, 1975), stirbt 74-jährig in München.
- 3. Juli – Andy Griffith, US-amerikanischer Schauspieler (Hotel 1983–1986, Matlock 1986–1992), stirbt 86-jährig.
- Ende Juli / Anfang August (genaues Todesdatum unbekannt) – Silvia Seidel, deutsche Schauspielerin (Anna, ZDF-Weihnachtsserie, 1987), stirbt 42-jährig in München.
- 3. August – Rolf Castell, deutscher Schauspieler, stirbt 91-jährig in München.
- 7. August – David Cameron, britischer Schauspieler, stirbt 79-jährig in Wien.
- 11. August – Kuno Knöbl, österreichischer Journalist (Club 2), stirbt 75-jährig.
- 18. August – Werner Riepel, deutscher Schauspieler, Sänger und Hörspielsprecher, stirbt 90-jährig in Hamburg. Er wurde vor allem durch die zahlreichen Fernseh-Übertragungen aus dem Hamburger Ohnsorg-Theater bekannt.
- 20. August – Phyllis Diller, US-amerikanische Schauspielerin und Komikerin, stirbt 95-jährig in Los Angeles.
- 10. September – Lance LeGault, US-amerikanischer Schauspieler, stirbt 77-jährig in Los Angeles. LeGault verkörperte in zahlreichen Fernsehserien wie Das A-Team (1983–1987) als Sherriff J. J. Bogan, als Colonel Roderick Decker in Airwolf (1984–1986) oder als Colonel Buck Green in Magnum (1980–1988) verschiedene Nebencharaktere.
- 29. September – Hebe Camargo, brasilianische Fernsehmoderatorin und Schauspielerin, stirbt 83-jährig in São Paulo.
- 1. Oktober – Dirk Bach, deutscher Comedian und Schauspieler, stirbt 51-jährig in Berlin.
- 17. Oktober – Wolfgang Menge, deutscher Drehbuchautor (Das Millionenspiel, 1970, Ein Herz und eine Seele, 1973–1976) stirbt 88-jährig in Berlin.
- 20. Oktober – Josef Wenzel Hnatek, langjähriger Nachrichtensprecher des ORF (1971–2002) und Wissenschaftsjournalist, stirbt 68-jährig in Wien.[77]
- 23. November – Larry Hagman, US-amerikanischer Schauspieler (Major Tony Nelson in Dream of Jeannie, 1965–1970, J. R. Ewing in Dallas, 1978–1991) stirbt 81-jährig in Dallas, Texas.
- 9. Dezember – Patrick Moore stirbt 89-jährig. Er hatte die BBC-Fernsehsendung The Sky at Night seit 1957 ohne Unterbrechung moderiert.
- 24. Dezember – Jack Klugman, US-amerikanischer Schauspieler (Quincy, 1976–1983), stirbt 90-jährig in Northridge, Kalifornien.